# Bruno Pontecorvo
Bruno Pontecorvo (russe : Бру́но Макси́мович Понтеко́рво, Brouno Maksimovitch Pontekorvo), né le 22 août 1913 à Marina di Pisa (Italie) et mort le 24 septembre 1993 à Doubna (Russie), est un physicien connu pour ses recherches théoriques sur le neutrino, notamment la prédiction de l'oscillation de neutrinos. Il rejoint l'URSS en 1950, peut-être à la suite de soupçons d'espionnage, où il vit jusqu'à sa mort.
Il est le frère du réalisateur Gillo Pontecorvo et du généticien italo-britannique Guido Pontecorvo ainsi que le petit-fils de l'industriel Pellegrino Pontecorvo.

## Biographie
Élève d'Enrico Fermi à l'université de Rome « La Sapienza » de 1934 à 1936, et membre des Garçons de la rue Panisperna, Pontecorvo rejoint Frédéric Joliot-Curie et Irène Joliot-Curie à Paris en 1936.
Ne pouvant retourner en Italie du fait de ses origines juives à cause des lois discriminantes à l'égard des Juifs instaurées par le régime mussolinien, il quitte Paris au début de l'Occupation allemande pour rejoindre l'Espagne, puis les États-Unis, où il travaille pour une compagnie pétrolière avant d'intégrer le laboratoire de Montréal en 1943, où il étudie la faisabilité d'un réacteur nucléaire qui emploierait de l'uranium naturel comme combustible et de l'eau lourde comme modérateur.
Il obtient la nationalité britannique en 1948 et intègre l'Établissement de recherche atomique d'Harwell.
Il se voit proposer en juin 1950 une chaire de physique à l'université de Liverpool. Néanmoins, le 31 août 1950, il rejoint l'URSS avec son épouse et leurs trois enfants depuis Rome où la famille passait ses vacances. Il intègre l'Institut unifié de recherches nucléaires de Doubna où il travaillera jusqu'à sa mort en 1993 après avoir affronté la maladie de Parkinson pendant près de dix ans.
Sa tombe est au cimetière du Testaccio de Rome et porte la mention {\displaystyle \nu _{\mu }\neq \nu _{e}}.

## Travaux
Pontecorvo est essentiellement connu pour ses recherches sur le neutrino, effectuées pendant la période où il vit en URSS.
En 1957, il suggère que le neutrino pourrait se transformer en son antiparticule, et vice versa, sur le modèle de l'oscillation des kaons neutres. C'est le premier postulat du mécanisme d'oscillation des neutrinos, alors que seul est connu le neutrino électronique. Cette hypothèse sera retravaillée en 1962 par Maki et al. à partir de l'hypothèse (vérifiée quelques jours après la publication de l'article) de l'existence d'une seconde saveur de neutrino, puis étendue aux trois saveurs. À titre d'hommage, le nom de Pontecorvo est souvent associé à la matrice PMNS qui décrit l'oscillation entre les trois saveurs de neutrinos.
En 1967, il prédit un déficit sur Terre des neutrinos électroniques issus du Soleil, à cause des oscillations de neutrinos. Ce déficit sera observé dès l'année suivante, et attribué sans ambiguïté à ce mécanisme en 2001 par l'observatoire de neutrinos de Sudbury.
En 1967 également, il propose l'existence d'un neutrino stérile insensible aux interactions du modèle standard de la physique des particules.

## Distinctions et honneurs
Pontecorvo reçoit le Prix Staline en 1953. Il est fait membre de l'Académie des sciences d'URSS en 1958, et reçoit par deux fois l'Ordre de Lénine. L'institut unifié de recherches nucléaires décerne chaque année le prix Bruno Pontecorvo à un scientifique ayant fait avancer la recherche dans le domaine des neutrinos.